# Diplazium prionophyllum
Diplazium prionophyllum är en majbräkenväxtart som beskrevs av Gustav Kunze.
Diplazium prionophyllum ingår i släktet Diplazium och familjen Athyriaceae. Inga underarter finns listade i Catalogue of Life.